# エスクィントラ県
エスクィントラ県（エスクィントラけん、スペイン語: Departamento de Escuintla）は、グアテマラ南部の県。県都はエスクィントラである。
首都グアテマラシティの南、太平洋に臨む沿岸低地に位置する。総面積は4384平方キロ。国内総生産の約43%をまかなう産業地帯で、失業率と貧困率はメソアメリカ最低を誇る。
ラ・デモクラシア考古地域博物館がある。

## 隣接する県
- スチテペケス県
- チマルテナンゴ県
- サカテペケス県
- グアテマラ県
- サンタ・ローサ県

## 下位行政区
県は下記の13市からなる（アルファベット順）。
1. エスクィントラ市 (Escuintla)
2. グアナガサパ市 (Guanagazapa)
3. イスタパ市 (Iztapa)
4. ラ・デモクラシア市 (La Democracia)
5. ラ・ゴメーラ市 (La Gomera)
6. マサグア市 (Masagua)
7. ヌエバ・コンセプシオン市 (Nueva Concepción)
8. パリン市 (Palín)
9. サン・ホセ市 (San José)
10. サン・ビセンテ・パカヤ市 (San Vicente Pacaya)
11. サンタ・ルシア・コツマルグアパ市 (Santa Lucía Cotzumalguapa)
12. シキナラ市 (Siquinalá)
13. ティキサーテ市 (Tiquisate)